# 尼古拉·切列普宁
尼古拉·尼古拉耶维奇·切列普宁（俄语：Никола́й Никола́евич Черепни́н，1873年5月15日—1945年6月26日)，俄罗斯作曲家，指挥家，音乐教育家。早年在圣彼得堡音乐学院学习，毕业后留校任教。1918年移居第比利斯，1921年流亡巴黎。尼古拉·齐尔品擅长创作戏剧作品，音乐富于色彩性和描绘性。其子亚历山大·切列普宁（中文名齐尔品）也是著名作曲家。